# Humankind
Humankind ist ein Computerspiel des französischen Entwicklers Amplitude Studios. Das rundenbasierte Globalstrategiespiel erschien im August 2021 für Windows und macOS.

## Spielprinzip
Ein Spiel findet auf einem prozedural generierten Planeten statt. Im Gegensatz zum bekannten Genrevertreter Sid Meier’s Civilization wählt der Spieler zu Beginn eines Spiels keine real existierende Fraktion oder Nation aus. Alle Völker im Spiel entwickeln sich eigenständig aus nomadischen Stämmen. Allerdings entscheiden Spieler sich für einen von zehn historischen Zivilisationstypen, die individuelle Vor- und Nachteile im weiteren Spielverlauf aufweisen.

## Rezeption
Humankind erhielt laut Metacritic „allgemein positive“ Kritiken und erreichte eine aggregierte 78 von 100 Punkten, basierend auf 55 Rezensionen der Spielepresse. Edge nennt das Bauen von Städten das befriedigendste Element des Spiels, dennoch stechen die Stärken von Humankind gegenüber anderen Genrevertretern, allen voran Sid Meier’s Civilization, nicht ausreichend hervor.
Im Monat seines Erscheinens war Humankind das meistverkaufte PC-Spiel in den USA.